# ジャクソン・ランディ・ローズ
ジャクソン・ランディ・ローズ（Jackson Randy Rhoads）は、ジャクソン・ギターズが1981年から製造しているエレクトリック・ギター。オジー・オズボーンなどで活躍したギタリスト、ランディ・ローズのために製作され、その頭文字をとってRRとされることもある。ジャクソン・ギターズのホームページではローズ (Rhoads)と表記されている。日本ではランディV、RRVと呼ばれることもある。

## 起源

### The Concorde
この最初のプロトタイプは、シャーベル・ギターのグローヴァー・ジャクソン、ティム・ウィルソン、マイク・シャノンによって製作され、白地に黒のピンストライプが施された非対称のフライングVであった。
ネックとボディにメイプル、フィンガーボードにエボニーを用い、ミディアム・フレット、ストラトキャスター・スタイルのトレモロユニット、セイモア・ダンカンのピックアップを搭載していた。このプロトタイプはシャーベル社で製作されたもののうち「ジャクソン」のブランド名を帯びる最初のギターとなった。
このギターは当初「The Original SIN」と呼ばれる予定であったが、ランディ・ローズは、その白く洗練された形状から超音速輸送機・コンコルドに見立てて「Concorde (コンコード)」と名付けた。

### プロトタイプ2号機
ランディ・ローズは、第1のプロトタイプが元々のフライングVから十分に異なっていないと感じていたので、次のプロトタイプでデザインをし直した。彼のデザイン案は楽器の"角"をサメのヒレ(シャークフィン)のようにより鋭角にすることだった。
2番目のプロトタイプは、この改訂されたデザインが採用され、黒いボディーに金色のピックガード、固定式テールピースが搭載されていた。このギターは、グローヴァーのロッキング・チューナーとセイモア・ダンカンのピックアップ (TB-4 bridge及びSH-2 neck)が搭載された。

### 更なるプロトタイプ
更に2つのプロトタイプが作成されており、プロトタイプは合計で4本という事になる。もう一本の弦裏通しモデル(これは後に誤ってNAMMギター・ショウで売却されてしまった)、およびもう一本の黒色、ブラス製トレモロ、リヴァース・シャークフィン・インレイのモデルが準備されていた。
しかし、これらの2本が完成する前の1982年3月にランディ・ローズは航空事故で死亡したため、これらについて本人からのフィードバックを得ることは出来なかった。これらのギターは、完成すればジャクソン・ギターズのブランドから一般に販売される最初のギターとなる筈のモデルであった。
ランディの死後、ランディ・ローズ・モデルは人気を得、ジャクソン・ギターの名前を有名にするのに一役買うことになった。

## 著名な使用者

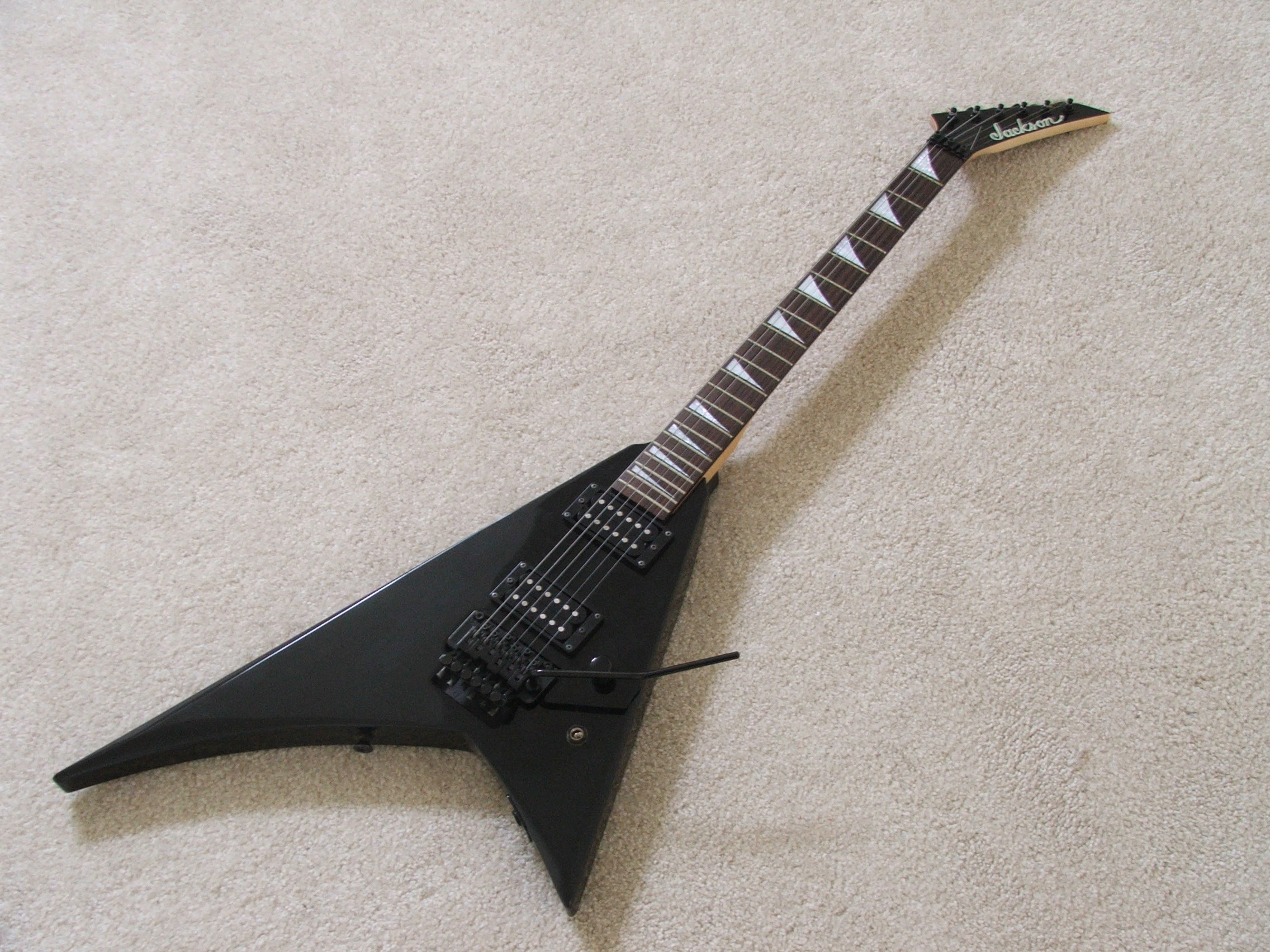
Jackson RR1

当時キッスのギタリストであった、ヴィニー・ヴィンセントがキッスのアルバム『Creatures of the Night』と、『Lick It Up』のツアー（1982年から1984年）で使用し、ランディ・ローズの死後初めてランディ・ローズ・モデルを使用したプロ・ギタリストとなった。キッス離脱後のヴィンセントはランディ・ローズのデザインにVの角を追加し、2組で都合4つの角が影のように折り重なるデザインを生み出した。ジャクソン・ギターズは1985年から1988年の間に、ヴィンセントの為に少なくとも3本のランディ・ローズ・モデルを基にしたギターを提供しており、また、約25本がカスタムオーダーされ一般に販売された。このデザインは、後にカーヴィン、アイバニーズ、ワッシュバーンにコピーされ、ヴィンセントの為に提供された。
2001年には、チルドレン・オブ・ボドムとシナジーのギタリスト、アレキシ・ライホとローペ・ラトヴァラは、彼ら自身のカスタム・ランディー・ローズ・モデルを所有していた。これらは、アルダーのボディーにスルーネック、24フレットでエボニーのフィンガーボード、白いボディー、金色のハードウェアが搭載されていた。また、電装系統にはJE-1000 preampとthe Jackson J-50BC pickupの組み合わせが搭載されていた。このモデルは、『Jackson Randy Rhoads L/L』 (L/LはLatvala/Laihoの意味)と呼ばれる。ただし、両者のモデルは全く同じであったわけではなく、アレキシ・ライホは黒、白/黄のべベル、金色のハードウェアのモデルを使用しており、ローペ・ラトヴァラは反転クロスインレイが施された黒いランディ・ローズ・モデルを使用していた。これらのモデルは、彼らの所属していたバンドのビデオで確認することができる。ジャクソンは、24フレット・ランディ・ローズ・モデルの黄色いべベルが施された黒いボディのモデルを限定で販売したが、短期間ですぐに完売した。

### 著名使用者一覧
- ランディ・ローズ (Randy Rhoads) (オジー・オズボーン、クワイエット・ライオット)
- アレキシ・ライホ (Alexi Laiho) (チルドレン・オブ・ボドム、シナジー)
- ローペ・ラトヴァラ (Roope Latvala) (チルドレン・オブ・ボドム、ストーン)
- クリス・ホルムズ（英語版） (Chris Holmes) (W.A.S.P.) - 初期の使用者で、アレキシ・ライホ・モデルおよびRR 24は彼の1ピックアップ・カスタム・モデルを基にしたものである
- マーティ・フリードマン (Marty Friedman) (メガデス) - ジャクソンのケリーの方が使用機材として著名
- カーク・ハメット (Kirk Hammett) (メタリカ)
- フィル・デンメル（英語版） (Phil Demmel) (マシーン・ヘッド)
- マシュー・タック（英語版） (Matthew Tuck) (ブレット・フォー・マイ・ヴァレンタイン)
- ミレ・ペトロッツア（英語版） (Mille Petrozza) (クリーター)
- コリィ・ビューリュー（英語版） (Corey Beaulieu) (トリヴィアム)
- マット・ドレイク（英語版） (Matt Drake) (イーヴァイル)
- ガルダー (Galder) (オールド・マンズ・チャイルド、ディム・ボルギル)
- シレノス (Silenoz) (ディム・ボルギル)
- フィル・キャンベル (Phil Campbell) (モーターヘッド)
- エイドリアン・スミス (Adrian Smith) (アイアン・メイデン)
- ダン・スピッツ (Dan Spitz) (アンスラックス)
- エンリク・ガルシア（英語版） (Enrik Garcia) (ダーク・ムーア)
- サム・トットマン (Sam Totman) (ドラゴンフォース)
- ダロン・マラキアン (Daron Malakian) (システム・オブ・ア・ダウン) - スタジオでのみ使用
- ミカエル・オーカーフェルト (Mikael Akerfeldt) (オーペス) - Orchid, Morningrise, and My Arms, Your Hearseで使用
- ピーター・リンドグレン（英語版） (Peter Lindgren) (オーペス) - Orchid, Morningrise, and My Arms, Your Hearseで使用
- サモス (Samoth) (エンペラー、ザイクロン)
- クリスティアン・ランタ (Kristian Ranta) (ノーサー)
- パット・オブライエン（英語版） (Pat O'Brien) (カンニバル・コープス)
- オスカー・ドロニャック（英語版） (Oscar Dronjak) (ハンマーフォール)
- マシュー・ベラミー (Matt Bellamy) (ミューズ) - とあるライヴでStockholm Syndrome演奏時に使用していたが、観客に向かって投げ込んでしまった
- マイケル・スウィート（英語版） (Michael Sweet) (ストライパー)
- アンドレアス・キッサー (Andreas Kisser) (セパルトゥラ)
- ロビン・クロスビー (Robbin Crosby) (ラット)
- マーク・モート（英語版） (Mark Morton) (ラム・オブ・ゴッド)
- マルクス・ヴァンハラ (Markus Vanhala) (オムニアム・ギャザラム、インソムニウム)
- Hamish Glencross (マイ・ダイイング・ブライド)
- Jason Gobel (シニック)
- Christian Andreu (ゴジラ)
- Kevin Bond (Superjoint Ritual)
- Ashmedi (Melechesh)
- Christian Muenzner (Obscura)
- Swad Akram (Abhijukto)
- Castori Dylan (Seek)